# Sven Emanuel Thollander
Sven Emanuel Thollander, född 31 augusti 1769 i Svanshals socken, död 10 maj 1830 i Västerlösa socken, var en svensk präst.

## Biografi
Sven Emanuel Thollander föddes 1769 i Svanshals socken. Han var son till komministern Petrus Mauritius i Asks socken. Thollander blev höstterminen 1789 student vid Uppsala universitet och 1797 filosofie kandidat. Han prästvigdes 24 maj 1798 och var mellan 1799 och 1800 brunnspredikant vid Medevi. Thollander blev 14 juni 1806 filosofie magister i Uppsala och 26 oktober 1808 komminister i Linderås församling, tillträdde direkt. Han avlade pastoralexamen 9 december 1817 och blev 14 januari 1824 kyrkoherde i Västerlösa församling, där han tillträdde direkt. Thollander avled 1830 i Västerlösa socken.

### Familj
Thollander gifte sig 29 januari 1809 med Hedvig Charlotta Kling (1789–1856). Hon var dotter till kyrkoherden i Ljungs socken.